# Friedrich Zarncke
Friedrich Karl Theodor Zarncke, né le 7 juillet 1825 à Zahrensdorf (grand-duché de Mecklembourg-Schwerin) et mort le 15 octobre 1891 à Leipzig (royaume de Saxe), est un philologue et germaniste allemand.